# Walter Erixon
Walter Erixon, John Valter Erixon, född 18 september 1907 i Steneby församling, Älvsborgs län, död 15 juni 1979 i Stockholm, var en svensk evangelist, författare, musiker, redaktör och kompositör.
Walter Erixon föddes i Steneby i Dalsland. Hans föräldrar var pastor Konrad Ericsson och Olga Ericsson.
På 1930-talet bildade han tillsammans med Sam Gullberg den kristna musikgruppen Jubelkvartetten som i olika konstellationer var verksam ända in på 2000-talet. Där blev han parhäst med Theofil Engström. Under 1960- och 1970-talen gav Erixon och Engström samt deras medmusikanter ut sju album och flera EP-skivor.
Walter Erixon var evangelist inom Pingströrelsen i vars sångbok Segertoner 1988 hans sång "I min mästares hand synas skärvor..." är publicerad. Texten till denna sång har Sam Gullberg skrivit.